# Polynema frater
Polynema frater är en stekelart som beskrevs av Girault 1913. Polynema frater ingår i släktet Polynema och familjen dvärgsteklar. Inga underarter finns listade i Catalogue of Life.